# ليفربول (المملكة المتحدة)
ليفربول هو قضاء حضري، في المملكة المتحدة، يقع في مرزيسايد، بلغ عدد سكانه 478,600 نسمة وذلك حسب إحصائيات سنة 2015.